# Johann Siegmund Leister
Johann Siegmund Leister (* 8. November 1637 in Dresden; † 3. September 1696 ebenda) war ein königlich-polnischer und kurfürstlich-sächsischer Oberamtmann von Dresden.

## Leben

### Jugend und Ausbildung
Geboren wurde Leister am 8. November 1637 in Dresden, als Sohn von Michael Leister (* 2. August 1604 in Mittweida; † 23. Januar 1671 in Dresden), beerdigt in einem Schwibbogengrab auf dem Frauenkirchhof ebenda, kurfürstlich sächsischer Amtsschösser, Oberamtmann und Sekretär, seit 1638 auch Ratsherr zu Dresden, verheiratet seit 24. Januar 1637 in Dresden mit Elisabeth Leister geb. Vollhardt (* 3. Dezember 1618 in Dresden; † 9. September 1678 in Dresden).
Leister war Student auf der Universität Wittenberg, studierte Jura und immatrikulierte im Jahre 1653. Eingetragen wurde er in den Matrikeln als Iohannes Sigmund Leister Dresdensis.

### Werdegang
Als Oberamtmann der Stadt Dresden hatte Leister eine breite Palette von Aufgaben. Er hatte für den gesetzmäßigen Gang der Verwaltung zu sorgen und war der vorgesetzten Behörde unmittelbar und persönlich verantwortlich. Seine Karriere war nicht uninteressant:

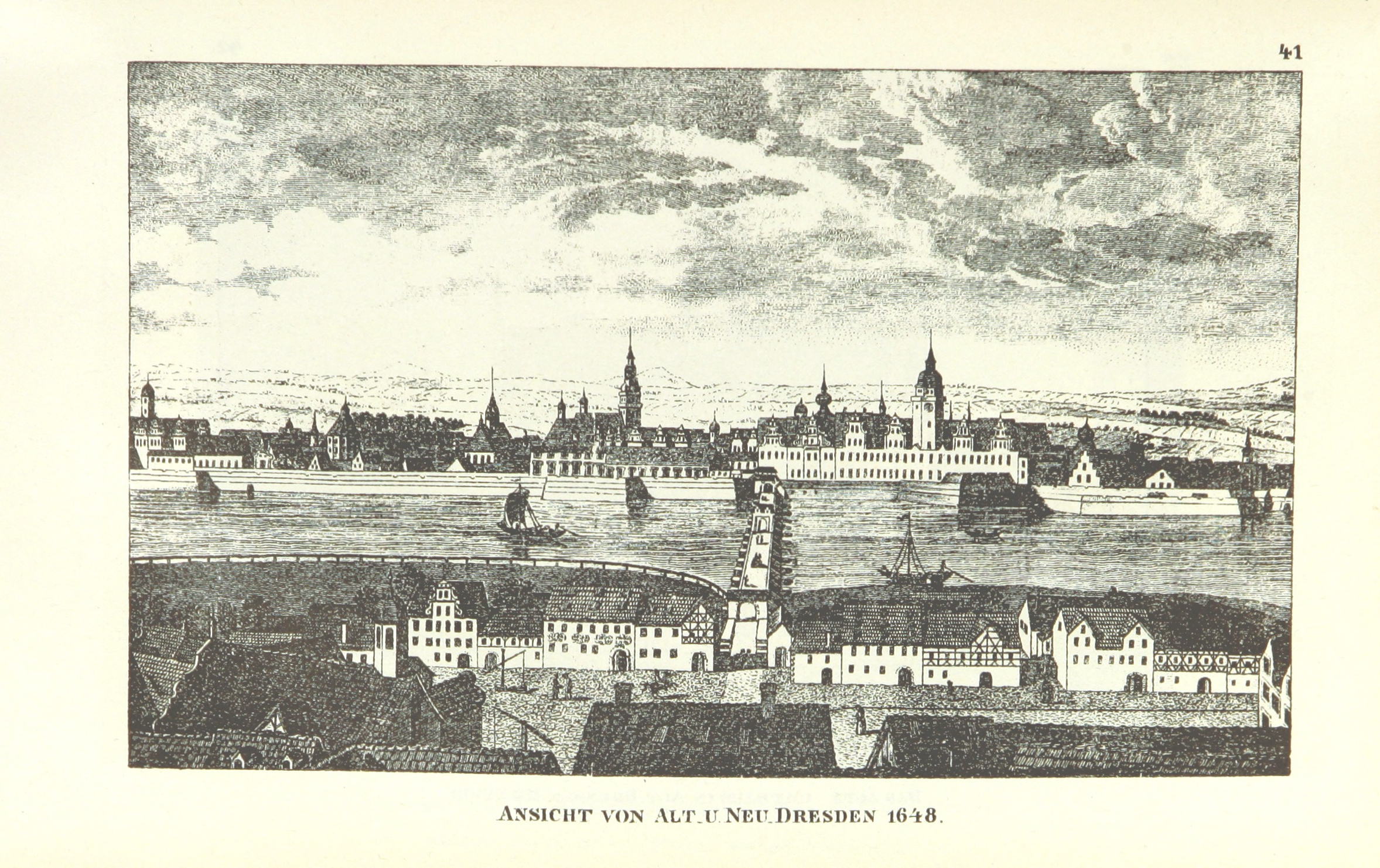
Die Elbebrücke

Im Jahre 1683 bestätigte der Kurfürst durch einen Befehl an Amtmann Sigismund Leister die Jurisdiktion des Dresdner Rats über die Elbbrücke.

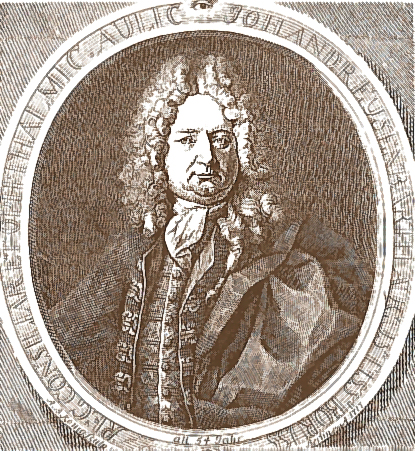
Johann Andreas Eisenbarth im Alter von 54 Jahren (Kupferstich [beschnitten] von A. B. König [Berlin] aus dem Jahr 1717)

Aufgrund nachweislichen Zeugnisse aus den Jahren 1691 und 1692 in Kursachsen fühlte sich der Okulist Johann Andreas Eisenbarth ermutigt, beim damaligen Kurfürsten Johann Georg IV. den schriftlichen Antrag auf ein Privilegium zu stellen. Eisenbarth erhoffte sich in Kursachsen ein neues Feld für seine Tätigkeit, um die bisherigen Gebiete zu übertreffen. Der Rat der Stadt Leipzig verlangte die Vorführung der Geheilten. In Dresden dagegen bestand man auf einer theoretischen und praktischen Prüfung vor einem Medizinalkollegium erfahrener Ärzte. Die Prüfungskommission bestand aus Dr. Heinrich Erndel und dem Stadtphysikus Dr. Martin Schurig (1656–1733). Zugegen war außerdem Johann Siegmund Leister. Auf Drängen von Eisenbarth fand seine Prüfung am 27. Januar 1693 erfolgreich statt. Der Prüfungsbericht enthielt die Examination über die gesamte Bandbreite „seiner bisherigen Kunst, welche seiner Außsage nach in Staar- und anderen Augenkrankheiten, Taubheit und anderen Ohrenbeschwerungen, Stein- und Bruchschneiden, allerhand Wunden, Krebs und fistulirten Schäden auch Gewächsen besteht…“. Die Prüfer befanden, „dass er in allen diesen puncten, auch hierzu notwendiger Anatomischer Wißenschafft gar gute und genugsame Antwort gegeben, auch die dazu gehörige Enchireses  [Encheiresis = Operation] oder Handgriffe wohl verstanden und denen bey solchen operationibus sich öffters ereignenden Zufällen innerlich zu begegnen gewust.“ Die beiden Prüfer lobten auch die von Eisenbarth vorgeführte „neue bequeme Stahr Nadel als seine Invention“. Obwohl Oberamtmann Leister den Prüfungsbericht mit Befürwortung bereits am 8. Februar 1693 an den Kurfürsten von Sachsen schickte, erhielt  Eisenbarth erst ein Jahr später, am 27. Januar 1694 das lang ersehnte kursächsische Privileg als offiziellen Ausweis für seine Curen. Die medizinische Geschichtsschreibung in Sachsen weiß bis heute keine Antwort, warum man in der kursächsischen Landeshauptstadt damit solange zögerte. Jedenfalls war Eisenbarth über diese unerklärbare Verspätung so verärgert, dass er Dresden nie mehr besuchte. Einen Nutzen zog er aber doch daraus: Als Kurfürst August der Starke (1670–1730) im Jahre 1697 auch zum König von Polen gekrönt wurde, nahm das Werbegenie Eisenbarth diese Standeserhöhung auch für sich in Anspruch und nannte sich von nun an zusätzlich „Chursächsischer und Königlich polnischer privilegierter Medicus“.

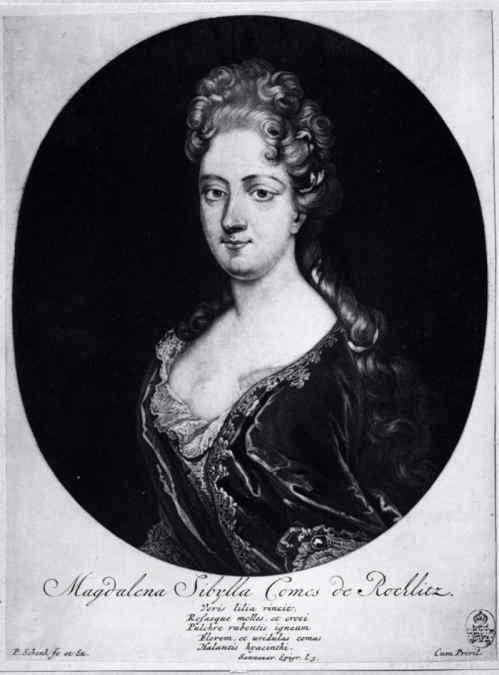
Magdalena Sibylla von Neitschütz, Gräfin von Rochlitz

Bereits in seiner Kurprinzenzeit begann Kurfürst Johann Georg IV. zu Sachsen ein Verhältnis mit Magdalena Sibylla von Neitschütz (1675–1694) und im Jahre 1693 erhob er seine Geliebte zur Gräfin von Rochlitz. Im Sommer desselben Jahres gebar sie eine Tochter, starb jedoch schon ein Jahr später; als Todesursache wurden die Blattern angegeben. Kurz darauf starb auch der Kurfürst. Es wurden ebenfalls Blattern diagnostiziert. Jedoch bestehen heutzutage Zweifel an dieser Todesursache, und es wird eine Vergiftung für beide Personen in Erwägung gezogen. Als Kurfürst von Sachsen folgte ihm sein Bruder Friedrich August I., der angesichts der negativen Stimmung in der Bevölkerung und mit Blick auf seine Finanzen dem Umfeld der Familie Neitschütz (rund 100 Personen) den Prozess machte. Unter Folter wurde Magdalena Sibyllas Mutter vorgeworfen, den Kurprinzen „behext“ und auch das frühe Ende von dessen Vater herbeigeführt zu haben. Leister wurde als Amtmann und Kriminalrichter eingesetzt. Verhaftet und verhört wurden Magdalena Sybilla von Neitschütz, die Kammerrätin von Arnim, Fräulein von Kuhlau, Elisabeth von Nitzsche, Sekretär Engelschall, Kammerdiener Gebhard, Kammerherr von Neitschütz und Kammerdirektor von Hoym. Das Rochlitzsche Palais wurde untersucht und sechs Tonnen Gold, Juwelen und Edelsteine wurden einkassiert. Am 30. April wurde der Leichnam der Rochlitz aus dem fürstlichen Begräbnis hinter dem Altar der Sophienkirche herausgenommen, um ihn wegen der angewandten Zaubermittel einer genauen Untersuchung zu unterwerfen. Man fand an dem einen Arm das Bracelet mit dem Porträt Johann Georgs und am andern das Bracelet mit dessen Haaren. Das war der erste Anfang der Untersuchung, welche vom Amtmann Leister vor den versammelten Dresdner Stadträten geführt wurde.

### Familie
Leisters Geschwister, Maria Sophia Leister († 8. Mai 1649 in Dresden) und Christian Leister (* 28. Februar 1641 in Dresden; † Mai 1659 in Dresden) sind jung verstorben.
Am 7. November 1665 heiratete er in Dresden Brigitta Dorothea geb. Fischer (* 22. Dezember 1646 in Dresden; † 14. Dezember 1710 in Dresden), bestattet am 21. September in der Kirche zu unserer lieben Frauen in Dresden. Sie war eine Tochter des kursächsischen Münzwardeins und obersächsischen Kreiswardeins Christoph Fischer (* 5. Oktober 1620 in Dresden; † 6. Juli 1686 in Dresden) und Kunigunde (* 7. November 1622 in Dresden; † 28. September 1690 in Dresden), einer Tochter David Hermanns, kursächsischen Münzwardeins und des Obersächsischen Kreises Münzsekretär, auch Generalwardeins. Die Ehe war kinderlos.
Leisters Schwäger waren:
1. Thomas Fischer (* 2. Mai 1645 in Dresden; † zw. 1695 und 1710), um 1695 Münzmeister im anhaltinischen Harzgerode;
2. David Thieme (* 1650; † vor 14. September 1721 in Dresden), bestattet 14. September 1721 in der St. Annenkirche zu Dresden, Kirchenrat, königlich poln. und kursächs. Ober-Konsistorial-Sekretär, verheiratet mit Johanna Magdalena geb. Fischer (* um 1651 in Dresden; † vor 29. Juli 1721 in Dresden), bestattet 29. Juli 1721 in der Frauenkirche zu Dresden; und
3. Magnus Lichtwer (* 18. Oktober 1636 in Dresden; † 27. Oktober 1710 in Dresden), auf Pesterwitz, kurfürstl. sächs. Lehn- und Gerichtssekretär, verheiratet mit Sophia Elisabeth geb. Fischer (* 9. Dezember 1653 in Dresden; † 13. September 1686 in Dresden), die Großeltern von Magnus Gottfried Lichtwer der Jüngere (* 30. Januar 1719 in Wurzen; † 7. Juli 1783 in Halberstadt), ein deutscher Jurist und Fabeldichter in der Zeit der Aufklärung.

Leister war seit September 1693 Vormund für seiner Kusine Sophia Elisabeth Erndel geb. Ratkes hinterlassenen drei Töchter, Maria Sophia, Christiana Sophia und Magdalena Sophia Erndel, Schwestern von Christian Heinrich Erndel und Christian Friedrich Erndel. Er verhandelte 1694 den Verkauf der erblichen Rittergüter Berreuth bei Dippoldiswalde und Mulda bei Freiberg, ist aber zwei Jahre danach am 3. September 1696 an der Schwindsucht in Dresden gestorben und wurde am 19. September 1696 ebenda bestattet.